# 941년

## 연호
- 후진(後晉) 천복(天福) 6년
- 요(遼) 회동(會同) 4년
- 일본(日本) 덴교(天慶) 4년
- 남한(南漢) 대유(大有) 14년
- 민(閩) 영륭(永隆) 3년
- 후촉(後蜀) 광정(廣政) 4년
- 남당(南唐) 승원(昇元) 5년

## 기년
- 후진(後晉) 고조(高祖) 6년
- 요(遼) 태종(太宗) 15년
- 고려(高麗) 태조(太祖) 24년

## 사망
- 고려(高麗)의 명장 유금필(庾黔弼)